# Torri costiere della Sicilia
Le torri costiere della Sicilia costituivano il sistema difensivo, di avvistamento e di comunicazione lungo la fascia costiera del Regno di Sicilia. Furono costruite per arginare le frequenti incursioni dei corsari barbareschi.
Da ogni torre era possibile scrutare il mare e vedere la successiva, con la possibilità di inviare segnali luminosi, detti fani, e di fumo per trasmettere un messaggio o richiedere soccorso. Nel periodo di massima funzionalità permettevano di fare il periplo dell'isola nello spazio di un solo giorno.
Le torri costellano gran parte delle coste dell'Italia meridionale e sono spesso interessanti dal punto di vista architettonico; si svilupparono, più o meno contemporaneamente, a quelle che venivano fatte costruire nel resto d'Italia, all'epoca suddivisa in più stati indipendenti l'uno dall'altro.

## Storia
In Sicilia le prime torri costiere si fanno risalire al periodo normanno-svevo; altre al periodo compreso tra il 1313 ed il 1345 come baluardo della monarchia aragonese del regno di Sicilia contro le incursioni della flotta angioina che da Napoli muoveva all'assalto delle coste siciliane. A partire dal 1360 invece la minaccia provenne da sud, dal nord Africa maghrebino ad opera soprattutto di pirati e corsari tunisini.
Nel 1405 il Re Martino il Giovane diede ordine di restaurare le torri esistenti, circa quaranta, e di costruirne di nuove, è il primo documento certo di un progetto organico di difesa costiera affidata alle torri.
La minaccia maghrebina si intensificò con il sorgere della potenza navale turca, visto che nel 1516 i turchi si insediarono ad Algeri, ed a partire dal 1520, il corsaro Khayr al-Din Barbarossa operò da tale città per conto dell'Impero ottomano, divenendo nel 1533 Qapudan Pashà, cioè comandante supremo della flotta turca.
Antagonista della potenza ottomana era l'impero spagnolo di Carlo V, e fu necessario quindi investire ingenti risorse nella difesa delle coste mediterranee sia della Penisola Iberica, sia dei possedimenti italiani, nel Regno di Sardegna, nel Regno di Sicilia, nel Regno di Napoli. L'opera di fortificazione fu attuata dalla corona spagnola anche sotto il regno del figlio di Carlo V, infatti la maggior parte delle torri di avvistamento in Spagna sono state costruite sotto il regno di Filippo II, particolarmente da parte dell'architetto italiano Giovanni Battista Antonelli.
Per quanto riguardava la Sicilia, a partire dal 1547 l'organismo amministrativo che provvedeva alla gestione delle torri fu la Deputazione del Regno di Sicilia. Inoltre, dopo il rivelo (censimento) del 1549, si costituì, da parte del viceré Giovanni de Vega una  Nuova Militia con il compito di gestire la sorveglianza delle coste e di intervenire in caso di sbarco dei pirati, l'organico era costituito da novemila fanti e milleseicento soldati a cavallo.  Tutte le coste della Sicilia furono suddivise in dieci sergenzie con funzioni amministrative-militari, ed ogni  sergenzia era comandata da un sergente maggiore.
Diversi architetti ed ingegneri militari si succedettero nel tempo a partire da tale data, i più significativi furono:
Antonio Ferramolino da Bergamo, nel 1547;
Pietro Del Prado, leccese nel 1552;
Antonio Conte, toscano nel 1558;
Tiburzio Spannocchi, toscano nel 1577;
Vincenzo Geremia, siciliano nel 1582;
Camillo Camilliani, toscano nel 1583;
Carlo Maria Ventimiglia, siciliano nel 1634;
Francesco Negro, siciliano nel 1637-1640;
Giuseppe Amico di Castellalfero, piemontese (già distintosi nell'Assedio di Torino) nel 1713;
Andrea Pigonati, siciliano nel 1756.
In particolare, nel 1577 il Viceré Marcantonio Colonna diede l'incarico al senese Tiburzio Spannocchi di redigere un piano riparazione delle 62 torri già esistenti, e di costruirne altre 123. Il piano di Spannocchi rimase in buona parte non realizzato visto l'altissimo costo.
La maggior parte delle torri ancora esistenti sono state costruite su indicazioni
topologiche e progettuali dell'architetto fiorentino Camillo Camilliani, e sono riconoscibilissime quasi come un vero e proprio archetipo progettuale. Il Camilliani ricevette l'incarico da parte del Parlamento siciliano il 1º luglio 1583, e fu accompagnato nella ricognizione preliminare dal capitano Giovan Battista Fresco della Deputazione del Regno, l'ufficio di stato cui spettava la costruzione ed il mantenimento delle torri costiere. La ricognizione durò ben due anni, dal 1583 al 1584, e comportò l'intero periplo costiero della Sicilia, effettuato quasi tutto per via terrestre. Lo sforzo costruttivo fu notevole, dalla seconda metà del XVI sino al XVII secolo.
Nella prima metà dell'Ottocento, durante il periodo di "protettorato" inglese sulla Sicilia dovuto alla fuga dei Borbone da Napoli si continuarono a costruire torri contro una possibile invasione da parte delle armate napoleoniche guidate da Gioacchino Murat.
La tipologia cambiò totalmente a causa dei nuovi più elevati volumi di fuoco delle navi cannoniere. Furono costruite sul tipo della Torre Martello.
Le torri Martello siciliane sono state costruite in questo contesto e pur non sapendo l'esatta data di costruzione possiamo dedurre dalle rilevazioni del topografo W. H. Smith effettuate tra il 1814 e il 1815 che sono state costruite prima di questa data, probabilmente intorno al 1810.
Delle sette torri costruite in Sicilia secondo questa tipologia, solo due sono ancora esistenti e sono quella di Mazzone o del Forte degli inglesi a Messina e quella di Magnisi, presso Priolo Gargallo (SR).
Poi dopo le Guerre barbaresche, Prima guerra barbaresca (1801-1805)
e Seconda guerra barbaresca (1815 -1816), gli USA cominciarono ad affermarsi come potenza mondiale, e dopo la Guerra anglo-americana del 1812 contro la Gran Bretagna, avevano concluso un trattato che prevedeva il pagamento di tributi agli Stati del Nord Africa in cambio dell'immunità dai pirati e dai corsari barbareschi, pratica che fu poi abbandonata dopo la Seconda Guerra Barbaresca, promossa dal Presidente USA, Madison, (1815, 24 settembre 1816).
Il corpo dei marines degli Stati Uniti partecipò ad entrambe le guerre, ed un ricordo di tale partecipazione si ha nell'Inno dei Marines che nel secondo verso (To the shores of Tripoli); la cita. Indeboliti dal blocco navale e dai continui raid della marina americana, dopo aver subito la perdita della città di Derna il pascià di Tripoli, Yusuf Karamanli accettò di cessare le ostilità firmando un trattato di pace il 10 giugno 1805.
Di fatto ciò segnò l'inizio della fine della pirateria nel Mediterraneo, indebolendo gli stati “barbareschi” li rese facile preda del colonialismo francese, spagnolo e quindi infine italiano.
Nel corso dell'Ottocento, Algeria e Tunisia divennero colonie della Francia, rispettivamente nel 1830 e nel 1881, mentre Tripoli ritornò sotto il controllo dell'impero ottomano nel 1835. Nel 1911, traendo profitto dal declino dall'impero ottomano, l'Italia conquistò la Tripolitania e la Cirenaica facendone la colonia della Libia. Gli europei ebbero il controllo e il governo dell'Africa nord-orientale fino alla metà del XX secolo. Da allora le navi da guerra corazzate del tardo XIX e quelle del XX secolo assicurarono il dominio europeo del Mediterraneo; la minaccia dei corsari o di invasioni via mare venne a cadere e non vennero costruite più altre torri per tale scopo.
Alcune durante la seconda guerra mondiale vennero usate come postazioni antiaeree con esito incerto.
Attualmente le torri esistenti sono 218, e nessuna svolge le funzioni militari per cui furono costruite. 

## Elenco delle torri
Le torri sono elencate seguendo un percorso lungo la costa compiuto in senso antiorario secondo l'antica suddivisione dell'isola in valli.
Legenda: E = torre esistente, R = torre di cui si conservano pochi resti visibili, N = torre non più esistente, I = torre non più esistente la cui localizzazione è incerta, D = torre la cui esistenza è dubbia
Per "anno" non si intende la data di costruzione della torre ma l'anno in cui viene per la prima volta attestata la sua esistenza nei documenti storici o in altri testi

| N.  | Denominazione                               | Comune                    | Vallo           | Anno | Condizioni | Coordinate            | Immagine                              |
| --- | ------------------------------------------- | ------------------------- | --------------- | ---- | ---------- | --------------------- | ------------------------------------- |
| 1   | Torre di Buonfornello                       | Termini Imerese           | Vallo di Mazara | 1557 | N          | 37°58′26″N 13°49′26″E |                                       |
| 2   | Torre Battilamano                           | Termini Imerese           | Vallo di Mazara | 1714 | E          | 37°58′40″N 13°48′38″E |                                       |
| 3   | Torre di Cala Secca                         | Termini Imerese           | Vallo di Mazara | 1714 | I          | 37°58′22″N 13°44′17″E |                                       |
| 4   | Torre di San Nicola l'Arena                 | Trabia                    | Vallo di Mazara | 1558 | E          | 38°00′55″N 13°36′57″E |                                       |
| 5   | Torre delle Mandre                          | Altavilla Milicia         | Vallo di Mazara | 1557 | E          | 38°01′35″N 13°35′56″E |                                       |
| 6   | Torre Colonna                               | Altavilla Milicia         | Vallo di Mazara | 1582 | E          | 38°01′55″N 13°35′07″E |                                       |
| 7   | Torre Milicia                               | Altavilla Milicia         | Vallo di Mazara | 1578 | E          | 38°02′38″N 13°33′14″E |                                       |
| 8   | Torre del Gallo                             | Santa Flavia              | Vallo di Mazara | 1837 | N          | 38°03′53″N 13°32′14″E |                                       |
| 9   | Torre Sperlinga                             | Santa Flavia              | Vallo di Mazara | 1632 | E          | 38°04′15″N 13°32′04″E |                                       |
| 10  | Torre Sant'Elia                             | Santa Flavia              | Vallo di Mazara | 1578 | N          | 38°05′47″N 13°32′19″E |                                       |
| 11  | Torre di Capo Zafferano                     | Santa Flavia              | Vallo di Mazara | 1578 | R          | 38°06′42″N 13°32′14″E |                                       |
| 12  | Torre di Capo Mongerbino                    | Bagheria                  | Vallo di Mazara | 1550 | N          | 38°07′04″N 13°30′32″E |                                       |
| 13  | Torre Compagnone                            | Bagheria                  | Vallo di Mazara | 1720 | E          | 38°05′40″N 13°28′58″E |                                       |
| 14  | Torre Cordova                               | Ficarazzi                 | Vallo di Mazara | 1756 | E          | 38°05′38″N 13°28′39″E |                                       |
| 15  | Torre di Acqua dei Corsari                  | Palermo                   | Vallo di Mazara | 1584 | E          | 38°05′46″N 13°25′55″E |                                       |
| 16  | Torre della Lanterna del Molo               | Palermo                   | Vallo di Mazara | 1592 | N          | 38°07′59″N 13°22′13″E |                                       |
| 17  | Torre della tonnara di Vergine Maria        | Palermo                   | Vallo di Mazara | 1584 | E          | 38°09′57″N 13°22′07″E |                                       |
| 18  | Torre di Monte Pellegrino                   | Palermo                   | Vallo di Mazara | 1327 | N          | 38°09′54″N 13°21′18″E |                                       |
| 19  | Torre del Rotolo                            | Palermo                   | Vallo di Mazara | 1578 | E          | 38°10′44″N 13°21′58″E |                                       |
| 20  | Torre dell'Addaura                          | Palermo                   | Vallo di Mazara | 1720 | E          | 38°11′22″N 13°20′31″E |                                       |
| 21  | Torre della tonnara di Mondello             | Palermo                   | Vallo di Mazara | 1534 | E          | 38°12′25″N 13°19′34″E |                                       |
| 22  | Torre di Mondello o del Fico d'India        | Palermo                   | Vallo di Mazara | 1557 | E          | 38°12′43″N 13°19′47″E |                                       |
| 23  | Torre Mazzone di Gallo                      | Palermo                   | Vallo di Mazara | 1584 | R          | 38°13′10″N 13°18′57″E |                                       |
| 24  | Torre Amari o dammuso di Gallo              | Palermo                   | Vallo di Mazara | 1584 | E          | 38°13′05″N 13°18′10″E |                                       |
| 25  | Torre o telegrafo della Vuletta             | Palermo                   | Vallo di Mazara | 1830 | R          | 38°12′11″N 13°17′29″E |                                       |
| 26  | «Fortino» di Punta Barcarello               | Palermo                   | Vallo di Mazara | 1851 | R          | 38°12′38″N 13°16′54″E |                                       |
| 27  | Torre quattrocentesca di Sferracavallo      | Palermo                   | Vallo di Mazara | 1417 | N          | 38°11′38″N 13°16′44″E |                                       |
| 28  | Torre cinquecentesca di Sferracavallo       | Palermo                   | Vallo di Mazara | 1545 | R          | 38°11′58″N 13°16′02″E |                                       |
| 29  | Torre di Santa Maria                        | Ustica                    | Vallo di Mazara | 1763 | E          | 38°42′24″N 13°11′36″E |                                       |
| 30  | Torre dello Spalmatore                      | Ustica                    | Vallo di Mazara | 1763 | E          | 38°41′57″N 13°09′15″E |                                       |
| 31  | Torre in terra di Isola delle Femmine       | Isola delle Femmine       | Vallo di Mazara | 1578 | E          | 38°12′06″N 13°14′42″E |                                       |
| 32  | Torre di fuori di Isola delle Femmine       | Isola delle Femmine       | Vallo di Mazara | 1591 | E          | 38°12′40″N 13°14′07″E |                                       |
| 33  | Torre Ciachea                               | Carini                    | Vallo di Mazara | 1554 | E          | 38°10′25″N 13°13′19″E |                                       |
| 34  | Torre Milioti                               | Carini                    | Vallo di Mazara | 1756 | E          | 38°09′55″N 13°11′06″E |                                       |
| 35  | Torre della tonnara di Carini               | Carini                    | Vallo di Mazara | 1557 | E          | 38°10′37″N 13°09′40″E |                                       |
| 36  | Torre Muzza                                 | Carini                    | Vallo di Mazara | 1677 | E          | 38°11′06″N 13°09′36″E |                                       |
| 37  | Torre Pozzillo                              | Cinisi                    | Vallo di Mazara | 1625 | E          | 38°11′02″N 13°08′24″E |                                       |
| 38  | Torre della Tonnara dell'Ursa               | Cinisi                    | Vallo di Mazara | 1578 | E          | 38°11′27″N 13°07′25″E |                                       |
| 39  | Torre Mulinazzo                             | Cinisi                    | Vallo di Mazara | 1578 | E          | 38°10′15″N 13°04′38″E |                                       |
| 40  | Torre Alba                                  | Terrasini                 | Vallo di Mazara | 1586 | E          | 38°09′05″N 13°04′21″E |                                       |
| 41  | Torre di Capo Rama                          | Terrasini                 | Vallo di Mazara | 1557 | E          | 38°08′18″N 13°03′10″E |                                       |
| 42  | Torre Toleda o Paternella                   | Terrasini                 | Vallo di Mazara | 1588 | E          | 38°07′04″N 13°04′08″E |                                       |
| 43  | Torre di San Cataldo                        | Terrasini                 | Vallo di Mazara | 1557 | I          | 38°05′07″N 13°04′31″E |                                       |
| 44  | Torre del trappeto di Partinico             | Trappeto                  | Vallo di Mazara | 1558 | R          | 38°05′02″N 13°04′21″E |                                       |
| 45  | Torre del re                                | Partinico                 | Vallo di Mazara | 1558 | E          | 38°04′21″N 13°04′20″E |                                       |
| 46  | Torre della Sicciara                        | Balestrate                | Vallo di Mazara | 1714 | N          | 38°03′13″N 13°00′22″E |                                       |
| 47  | Torre anonima fra Sicciara e Magazzinazzi   | Alcamo                    | Vallo di Mazara | 1714 | I          | 38°01′44″N 12°56′31″E |                                       |
| 48  | Torre dei Magazzinazzi                      | Alcamo                    | Vallo di Mazara | 1714 | N          | 38°01′29″N 12°54′40″E |                                       |
| 49  | Torre di Guidaloca                          | Castellammare del Golfo   | Vallo di Mazara | 1584 | E          | 38°03′28″N 12°50′15″E |                                       |
| 50  | Torre Bennistra                             | Castellammare del Golfo   | Vallo di Mazara | 1558 | R          | 38°04′08″N 12°48′51″E |                                       |
| 51  | Torre della tonnara di Scopello             | Castellammare del Golfo   | Vallo di Mazara | 1557 | E          | 38°04′19″N 12°49′17″E |                                       |
| 52  | Torre di Scopello                           | Castellammare del Golfo   | Vallo di Mazara | 1558 | E          | 38°04′23″N 12°49′17″E |                                       |
| 53  | Torre dell'Uzzo                             | San Vito Lo Capo          | Vallo di Mazara | 1584 | E          | 38°06′39″N 12°47′20″E |                                       |
| 54  | Torre Azzolino o dello 'Mpiso               | San Vito Lo Capo          | Vallo di Mazara | 1594 | E          | 38°08′05″N 12°47′19″E |                                       |
| 55  | Torre della tonnara del Secco               | San Vito Lo Capo          | Vallo di Mazara | 1714 | E          | 38°10′04″N 12°46′08″E |                                       |
| 56  | Torre Scieri                                | San Vito Lo Capo          | Vallo di Mazara | 1594 | E          | 38°10′30″N 12°46′15″E |                                       |
| 57  | Torre del santuario di San Vito             | San Vito Lo Capo          | Vallo di Mazara | 1584 | E          | 38°10′33″N 12°44′02″E |                                       |
| 58  | Torrazzo di San Vito                        | San Vito Lo Capo          | Vallo di Mazara | 1578 | E          | 38°10′54″N 12°43′50″E |                                       |
| 59  | Torre del Roccazzo                          | San Vito Lo Capo          | Vallo di Mazara | 1594 | N          | 38°10′50″N 12°43′36″E |                                       |
| 60  | Torre dell'Isolidda                         | San Vito Lo Capo          | Vallo di Mazara | 1595 | E          | 38°08′47″N 12°44′08″E |                                       |
| 61  | Torrazza                                    | Custonaci                 | Vallo di Mazara | 1578 | R          | 38°06′18″N 12°41′43″E |                                       |
| 62  | Torre della tonnara di Cofano               | Custonaci                 | Vallo di Mazara | 1556 | E          | 38°06′41″N 12°40′48″E |                                       |
| 63  | Edificio sulla vetta di Monte Cofano        | Custonaci                 | Vallo di Mazara | 1709 | R          | 38°06′21″N 12°40′10″E |                                       |
| 64  | Torre di Cofano                             | Custonaci                 | Vallo di Mazara | 1618 | E          | 38°06′34″N 12°39′33″E |                                       |
| 65  | Torre le Sciare o Guddia                    | Valderice                 | Vallo di Mazara | 1855 | E          | 38°03′59″N 12°37′41″E |                                       |
| 66  | Torre della tonnara di Bonagia              | Valderice                 | Vallo di Mazara | 1526 | E          | 38°04′04″N 12°35′42″E |                                       |
| 67  | Torre della tonnara vecchia di Bonagia      | Erice                     | Vallo di Mazara | 1630 | E          | 38°03′57″N 12°35′10″E |                                       |
| 68  | Torre di Pizzolungo                         | Erice                     | Vallo di Mazara | 1714 | E          | 38°03′08″N 12°33′47″E |                                       |
| 69  | Torre di Martognella                        | Erice                     | Vallo di Mazara | 1867 | E          | 38°02′39″N 12°33′14″E |                                       |
| 70  | Torre della tonnara di San Giuliano         | Trapani                   | Vallo di Mazara | 1557 | E          | 38°01′59″N 12°31′37″E |                                       |
| 71  | Torre di Ligny                              | Trapani                   | Vallo di Mazara | 1671 | E          | 38°01′10″N 12°29′49″E |                                       |
| 72  | Torre della Colombara o Torre Peliade       | Trapani                   | Vallo di Mazara | 1223 | E          | 38°00′41″N 12°29′44″E | Torre della Colombara o Torre Peliade |
| 73  | Torre Nubia                                 | Paceco                    | Vallo di Mazara | 1584 | E          | 37°58′54″N 12°29′41″E |                                       |
| 74  | Torre di Marausa                            | Trapani                   | Vallo di Mazara | 1611 | E          | 37°56′48″N 12°29′21″E |                                       |
| 75  | Torretta                                    | Favignana                 | Vallo di Mazara | 1578 | R          | 37°55′20″N 12°22′02″E |                                       |
| 76  | Torre di San Leonardo                       | Favignana                 | Vallo di Mazara | 1578 | N          | 37°55′56″N 12°19′36″E |                                       |
| 77  | Torre di San Teodoro A                      | Marsala                   | Vallo di Mazara | 1457 | E          | 37°54′28″N 12°27′32″E |                                       |
| 78  | Torre di San Teodoro B                      | Marsala                   | Vallo di Mazara | 1578 | E          | 37°54′28″N 12°27′30″E |                                       |
| 79  | Torre di Birgi                              | Marsala                   | Vallo di Mazara | 1709 | R          | 37°54′13″N 12°28′40″E |                                       |
| 80  | Torre del Borrone                           | Marsala                   | Vallo di Mazara | 1584 | I          | 37°53′44″N 12°25′53″E |                                       |
| 81  | Torre Altavilla                             | Marsala                   | Vallo di Mazara | 1578 | E          | 37°52′54″N 12°26′25″E |                                       |
| 82  | Torre della Salina                          | Marsala                   | Vallo di Mazara | 1578 | E          | 37°52′17″N 12°26′43″E |                                       |
| 83  | Torre Passalacqua                           | Marsala                   | Vallo di Mazara | 1985 | E          | 37°53′24″N 12°28′20″E |                                       |
| 84  | Torre Sances                                | Marsala                   | Vallo di Mazara | 1985 | E          | 37°53′10″N 12°28′34″E |                                       |
| 85  | Torre Abele                                 | Marsala                   | Vallo di Mazara | 1985 | E          | 37°53′02″N 12°28′45″E |                                       |
| 86  | Torre Lupa                                  | Marsala                   | Vallo di Mazara | 2008 | R          | 37°52′35″N 12°29′14″E |                                       |
| 87  | Torre della Spagnola                        | Marsala                   | Vallo di Mazara | 1709 | I          | 37°50′41″N 12°27′55″E |                                       |
| 88  | Torre Polizzi                               | Marsala                   | Vallo di Mazara | 1985 | E          | 37°48′53″N 12°27′35″E |                                       |
| 89  | Torre Tonna                                 | Marsala                   | Vallo di Mazara | 1985 | E          | 37°45′30″N 12°27′59″E |                                       |
| 90  | Torre anonima di proprietà Alagna           | Marsala                   | Vallo di Mazara | 2008 | E          | 37°45′33″N 12°28′11″E |                                       |
| 91  | Torre Sibiliana                             | Petrosino                 | Vallo di Mazara | 1524 | E          | 37°43′35″N 12°28′11″E |                                       |
| 92  | Torre Fossa della Nave                      | Petrosino                 | Vallo di Mazara | 1709 | I          | 37°42′45″N 12°28′19″E |                                       |
| 93  | Torre del Giardino                          | Petrosino                 | Vallo di Mazara | 1709 | I          | 37°41′33″N 12°29′04″E |                                       |
| 94  | Torre di Capo Feto                          | Mazara del Vallo          | Vallo di Mazara | 1524 | I          | 37°39′29″N 12°32′08″E |                                       |
| 95  | Torre Cuadara                               | Mazara del Vallo          | Vallo di Mazara | 1798 | I          | 37°36′09″N 12°37′45″E |                                       |
| 96  | Torre Sorello                               | Mazara del Vallo          | Vallo di Mazara | 1584 | E          | 37°34′35″N 12°39′07″E |                                       |
| 97  | Torretta Granitola                          | Mazara del Vallo          | Vallo di Mazara | 1578 | E          | 37°34′36″N 12°39′15″E |                                       |
| 98  | Torre Tre Fontane                           | Campobello di Mazara      | Vallo di Mazara | 1593 | E          | 37°34′08″N 12°43′29″E |                                       |
| 99  | Torre Polluce                               | Castelvetrano             | Vallo di Mazara | 1582 | E          | 37°34′55″N 12°49′30″E |                                       |
| 100 | Torre di Porto Palo                         | Menfi                     | Vallo di Mazara | 1714 | E          | 37°34′31″N 12°54′15″E |                                       |
| 101 | Torre Maragani                              | Sciacca                   | Vallo di Mazara | 1714 | I          | 37°31′51″N 13°00′47″E |                                       |
| 102 | Torre Vignagrande                           | Sciacca                   | Vallo di Mazara | 1985 | E          | 37°30′40″N 13°01′28″E |                                       |
| 103 | Torre del tradimento                        | Sciacca                   | Vallo di Mazara | 1578 | E          | 37°29′51″N 13°01′17″E |                                       |
| 104 | Torre Bellante                              | Sciacca                   | Vallo di Mazara | 1985 | E          | 37°30′40″N 13°03′44″E |                                       |
| 105 | Torre del Barone                            | Sciacca                   | Vallo di Mazara | 1714 | N          | 37°29′46″N 13°07′22″E |                                       |
| 106 | Torre Macauda                               | Sciacca                   | Vallo di Mazara | 1594 | R          | 37°28′58″N 13°10′59″E |                                       |
| 107 | Torre Verdura                               | Sciacca                   | Vallo di Mazara | 1714 | E          | 37°28′26″N 13°11′31″E |                                       |
| 108 | Torre di Capo Bianco                        | Cattolica Eraclea         | Vallo di Mazara | 1557 | N          | 37°23′22″N 13°16′25″E |                                       |
| 109 | Torre Salsa o Marinata                      | Siculiana                 | Vallo di Mazara | 1594 | E          | 37°21′54″N 13°19′29″E |                                       |
| 110 | Torre Felice o Garebici                     | Siculiana                 | Vallo di Mazara | 1584 | N          | 37°20′48″N 13°22′41″E |                                       |
| 111 | Torre del caricatore di Siculiana           | Siculiana                 | Vallo di Mazara | 1425 | N          | 37°20′18″N 13°23′09″E |                                       |
| 112 | Torre di Monterosso                         | Realmonte                 | Vallo di Mazara | 1557 | E          | 37°18′28″N 13°25′46″E |                                       |
| 113 | Torre di Monterossello                      | Realmonte                 | Vallo di Mazara | 1586 | R          | 37°17′40″N 13°27′00″E |                                       |
| 114 | Torre del caricatore di Girgenti            | Porto Empedocle           | Vallo di Mazara | 1355 | E          | 37°17′11″N 13°31′35″E |                                       |
| 115 | Torre San Giuseppe                          | Agrigento                 | Vallo di Mazara | 1594 | E          | 37°16′42″N 13°34′22″E |                                       |
| 116 | Torre San Carlo                             | Palma di Montechiaro      | Vallo di Mazara | 1649 | E          | 37°09′57″N 13°43′53″E |                                       |
| 117 | Torre del Castellazzo                       | Palma di Montechiaro      | Vallo di Mazara | 1558 | R          | 37°09′24″N 13°47′41″E |                                       |
| 118 | Torre di Gaffe                              | Licata                    | Vallo di Mazara | 1557 | E          | 37°08′24″N 13°50′02″E | senza cornice                         |
| 119 | Torre ottagonale di San Nicola              | Licata                    | Vallo di Mazara | 1557 | E          | 37°06′39″N 13°51′58″E |                                       |
| 120 | Torre circolare di San Nicola               | Licata                    | Vallo di Mazara | 1557 | R          | 37°06′38″N 13°51′59″E |                                       |
| 121 | Torre di Falconara                          | Butera                    | Val di Noto     | 1422 | E          | 37°06′30″N 14°03′09″E |                                       |
| 122 | Torre di Manfria                            | Gela                      | Val di Noto     | 1584 | E          | 37°06′00″N 14°08′19″E |                                       |
| 123 | Torre Insegna                               | Gela                      | Val di Noto     | 1640 | N          | 37°04′18″N 14°13′34″E |                                       |
| 124 | Torre di Cammarana                          | Ragusa                    | Val di Noto     | 1578 | N          | 36°52′24″N 14°27′48″E |                                       |
| 125 | Torre Vigliena o Braccetto                  | Ragusa                    | Val di Noto     | 1609 | R          | 36°48′53″N 14°27′37″E |                                       |
| 126 | Torre di Mezzo                              | Santa Croce Camerina      | Val di Noto     | 1600 | R          | 36°47′58″N 14°28′46″E |                                       |
| 127 | Torre Scalambri                             | Santa Croce Camerina      | Val di Noto     | 1594 | E          | 36°47′16″N 14°29′34″E |                                       |
| 128 | Torre Mazzarelli o Cadameli                 | Ragusa                    | Val di Noto     | 1653 | E          | 36°46′59″N 14°33′16″E |                                       |
| 129 | Torre di Donnalucata                        | Scicli                    | Val di Noto     | 1584 | E          | 36°46′29″N 14°38′02″E |                                       |
| 130 | Torre di Sampieri                           | Scicli                    | Val di Noto     | 1694 | I          | 36°43′35″N 14°45′05″E |                                       |
| 131 | Torre di Pozzallo o Cabrera                 | Pozzallo                  | Val di Noto     | 1557 | E          | 36°43′39″N 14°50′54″E |                                       |
| 132 | Torre del Focallo                           | Ispica                    | Val di Noto     | 1557 | I          | 36°43′06″N 14°55′25″E |                                       |
| 133 | Torre delle Formiche                        | Pachino                   | Val di Noto     | 1709 | I          | 36°39′40″N 15°03′20″E |                                       |
| 134 | Torre di Portopalo                          | Portopalo di Capo Passero | Val di Noto     | 1797 | I          | 36°40′04″N 15°07′50″E |                                       |
| 135 | Torre del Fano o di Capo Passero            | Pachino                   | Val di Noto     | 1584 | R          | 36°41′42″N 15°07′36″E |                                       |
| 136 | Torre di Marzamemi                          | Pachino                   | Val di Noto     | 1714 | N          | 36°44′30″N 15°07′06″E |                                       |
| 137 | Torre di Vendicari                          | Noto                      | Val di Noto     | XIV  | E          | 36°48′08″N 15°05′57″E |                                       |
| 138 | Torre Stampace                              | Noto                      | Val di Noto     | 1420 | R          | 36°50′34″N 15°06′33″E |                                       |
| 139 | Torre di Fontane Bianche                    | Siracusa                  | Val di Noto     | 1797 | D          | 36°57′55″N 15°12′47″E |                                       |
| 140 | Torre Ognina                                | Siracusa                  | Val di Noto     | 1578 | E          | 36°58′33″N 15°15′38″E | senza cornice                         |
| 141 | Torre Terrauzza                             | Siracusa                  | Val di Noto     | 1584 | N          | 37°00′55″N 15°17′58″E |                                       |
| 142 | Torre Targetta                              | Siracusa                  | Val di Noto     | 1550 | E          | 37°06′09″N 15°15′05″E |                                       |
| 143 | Torre sulla penisola Magnisi                | Priolo Gargallo           | Val di Noto     | 1821 | E          | 37°09′13″N 15°13′54″E |                                       |
| 144 | Torre del Fico                              | Priolo Gargallo           | Val di Noto     | 1584 | E          | 37°09′31″N 15°12′00″E |                                       |
| 145 | Torre Bagnoli                               | Priolo Gargallo           | Val di Noto     | 1866 | I          | 37°10′34″N 15°11′48″E |                                       |
| 146 | Torre di San Cusumano                       | Augusta                   | Val di Noto     | 1584 | I          | 37°11′59″N 15°10′38″E |                                       |
| 147 | Torre d'Avalos                              | Augusta                   | Val di Noto     | 1578 | E          | 37°12′42″N 15°13′26″E |                                       |
| 148 | Torretta Dinsalto                           | Augusta                   | Val di Noto     | 1584 | N          | 37°14′06″N 15°14′58″E |                                       |
| 149 | Torre di Capo Santa Croce                   | Augusta                   | Val di Noto     | 1797 | D          | 37°14′36″N 15°15′25″E |                                       |
| 150 | Torre dell'Agnone                           | Augusta                   | Val di Noto     | 1557 | N          | 37°18′35″N 15°05′56″E |                                       |
| 151 | Torretta di Ognina (di Catania)             | Catania                   | Val Demone      | 1709 | E          | 37°31′43″N 15°06′56″E |                                       |
| 152 | Torre di Ognina (di Catania)                | Catania                   | Val Demone      | 1709 | E          | 37°31′42″N 15°06′49″E |                                       |
| 153 | Torre Faraglione                            | Aci Castello              | Val Demone      | 1690 | E          | 37°33′43″N 15°09′37″E |                                       |
| 154 | Torre Trezza                                | Aci Castello              | Val Demone      | 1690 | N          | 37°33′49″N 15°09′39″E |                                       |
| 155 | Torre di Sant'Anna o di Capo Mulini         | Acireale                  | Val Demone      | 1617 | E          | 37°34′36″N 15°10′33″E |                                       |
| 156 | Torre Alessandrano                          | Acireale                  | Val Demone      | 1584 | R          | 37°34′37″N 15°10′34″E |                                       |
| 157 | Torretta di Santa Tecla                     | Acireale                  | Val Demone      | 1714 | E          | 37°38′24″N 15°11′03″E |                                       |
| 158 | Torre Negra o Pozzillo                      | Acireale                  | Val Demone      | 1578 | I          | 37°39′24″N 15°11′56″E |                                       |
| 159 | Torre Archirafi                             | Riposto                   | Val Demone      | 1578 | N          | 37°42′37″N 15°13′06″E |                                       |
| 160 | Torre Laviefuille                           | Riposto                   | Val Demone      | 1797 | N          | 37°43′48″N 15°12′22″E |                                       |
| 161 | Torre di Malo Grado                         | Mascali                   | Val Demone      | 1709 | I          | 37°44′23″N 15°12′06″E |                                       |
| 162 | Torre Schisò                                | Giardini-Naxos            | Val Demone      | 1557 | E          | 37°49′25″N 15°16′18″E |                                       |
| 163 | Torre San Nicola                            | Taormina                  | Val Demone      | 1557 | I          | 37°51′10″N 15°18′16″E |                                       |
| 164 | Torre Avarna                                | Santa Teresa di Riva      | Val Demone      | 1899 | I          | 37°56′02″N 15°21′26″E |                                       |
| 165 | Torre di Catalmo                            | Santa Teresa di Riva      | Val Demone      | 1994 | E          | 37°56′14″N 15°20′58″E |                                       |
| 166 | Torre Bolina                                | Santa Teresa di Riva      | Val Demone      | 1709 | E          | 37°56′12″N 15°21′25″E |                                       |
| 167 | Torre Varata o Muzza                        | Santa Teresa di Riva      | Val Demone      | 1584 | I          | 37°57′03″N 15°22′15″E |                                       |
| 168 | Torre del Baglio                            | Santa Teresa di Riva      | Val Demone      | 1899 | E          | 37°57′11″N 15°22′17″E |                                       |
| 169 | Torre Saracena o Torre Bucalo               | Santa Teresa di Riva      | Val Demone      | 1295 | E          | 37°57′12″N 15°22′27″E |                                       |
| 170 | Torre della Lumera                          | Roccalumera               | Val Demone      | 1578 | E          | 37°58′14″N 15°23′23″E |                                       |
| 171 | Torre di Capo Grosso                        | Alì Terme                 | Val Demone      | 1578 | E          | 38°01′08″N 15°26′25″E |                                       |
| 172 | Torre della Scaletta                        | Scaletta Zanclea          | Val Demone      | 1578 | N          | 38°03′00″N 15°28′09″E |                                       |
| 173 | Torre Nova                                  | Scaletta Zanclea          | Val Demone      | 1714 | I          | 38°03′08″N 15°28′15″E |                                       |
| 174 | Torre della Lanterna o torre di San Ranieri | Messina                   | Val Demone      | 1556 | E          | 38°11′36″N 15°34′27″E |                                       |
| 175 | Torre Cariddi                               | Messina                   | Val Demone      | 1797 | E          | 38°15′26″N 15°36′45″E |                                       |
| 176 | Torre del Faro                              | Messina                   | Val Demone      | 1546 | E          | 38°16′06″N 15°39′05″E |                                       |
| 177 | Torrione del Forte degli Inglesi            | Messina                   | Val Demone      | 1804 | E          | 38°16′07″N 15°39′06″E |                                       |
| 178 | Torre Bianca                                | Messina                   | Val Demone      | 1749 | E          | 38°16′19″N 15°38′26″E |                                       |
| 179 | Torre Rasocolmo                             | Messina                   | Val Demone      | 1557 | E          | 38°17′44″N 15°31′08″E |                                       |
| 180 | Torre Marmora                               | Messina                   | Val Demone      | 1584 | E          | 38°15′50″N 15°28′23″E |                                       |
| 181 | Torre Tarantonio                            | Messina                   | Val Demone      | 1584 | R          | 38°15′31″N 15°27′57″E |                                       |
| 182 | Torre Divieto                               | Villafranca Tirrena       | Val Demone      | 1558 | E          | 38°14′27″N 15°26′32″E |                                       |
| 183 | Torretta tonda di Milazzo                   | Milazzo                   | Val Demone      | 1797 | E          | 38°14′13″N 15°14′39″E |                                       |
| 184 | Torre o guardiola di Capo Bianco            | Milazzo                   | Val Demone      | 1584 | R          | 38°16′04″N 15°14′06″E |                                       |
| 185 | Torre della lanterna di Milazzo             | Milazzo                   | Val Demone      | 1584 | E          | 38°16′14″N 15°13′51″E |                                       |
| 186 | Torretta ottagonale di Milazzo              | Milazzo                   | Val Demone      | 1584 | E          | 38°16′07″N 15°13′35″E |                                       |
| 187 | Torre di Mendolita                          | Lipari                    | Val Demone      | 1894 | E          | 38°27′38″N 14°56′56″E |                                       |
| 188 | Torre di Pozzo di Gotto                     | Barcellona Pozzo di Gotto | Val Demone      | 1709 | I          | 38°10′13″N 15°11′42″E |                                       |
| 189 | Torre del Cantone                           | Barcellona Pozzo di Gotto | Val Demone      | 1584 | E          | 38°09′15″N 15°10′43″E |                                       |
| 190 | Torre Salicà                                | Terme Vigliatore          | Val Demone      | 1709 | I          | 38°07′54″N 15°08′20″E |                                       |
| 191 | Torre di Furnari                            | Furnari                   | Val Demone      | 1597 | N          | 38°07′29″N 15°06′57″E |                                       |
| 192 | Torre Sciacca                               | Patti                     | Val Demone      | 1985 | E          | 38°08′41″N 15°00′50″E |                                       |
| 193 | Torre della Marina di Patti                 | Patti                     | Val Demone      | 1578 | I          | 38°09′05″N 14°58′19″E |                                       |
| 194 | Torre di San Giorgio                        | Gioiosa Marea             | Val Demone      | 1557 | I          | 38°10′32″N 14°56′37″E |                                       |
| 195 | Torre di Capo Calavà                        | Gioiosa Marea             | Val Demone      | 1578 | R          | 38°11′20″N 14°55′01″E |                                       |
| 196 | Torre Zappardini                            | Gioiosa Marea             | Val Demone      | 1714 | E          | 38°10′22″N 14°53′37″E |                                       |
| 197 | Torre delle Ciavole                         | Piraino                   | Val Demone      | 1685 | E          | 38°10′09″N 14°51′26″E |                                       |
| 198 | Torre Nuova                                 | Torrenova                 | Val Demone      | 1584 | D          | 38°05′45″N 14°41′07″E |                                       |
| 199 | Torre Gatto                                 | Torrenova                 | Val Demone      | 1720 | E          | 38°05′26″N 14°40′56″E |                                       |
| 200 | Torre di San Marco                          | Torrenova                 | Val Demone      | 2003 | E          | 38°05′27″N 14°40′29″E |                                       |
| 201 | Torre di Sant'Agata                         | Sant'Agata di Militello   | Val Demone      | 1558 | E          | 38°04′12″N 14°38′00″E |                                       |
| 202 | Torre di Acquedolci                         | Acquedolci                | Val Demone      | 1557 | E          | 38°03′30″N 14°35′27″E |                                       |
| 203 | Torre del Lauro                             | Caronia                   | Val Demone      | 1583 | E          | 38°02′38″N 14°31′50″E |                                       |
| 204 | Torre della Marina di Caronia               | Caronia                   | Val Demone      | 1584 | E          | 38°01′57″N 14°26′47″E |                                       |
| 205 | Torre Mariazzo                              | Reitano                   | Val Demone      | 1558 | I          | 38°01′00″N 14°20′19″E |                                       |
| 206 | Torre Muzza                                 | Motta d'Affermo           | Val Demone      | 1578 | E          | 38°00′36″N 14°19′15″E |                                       |
| 207 | Torre Scillichenti                          | Tusa                      | Val Demone      | 1602 | E          | 38°00′52″N 14°12′32″E |                                       |
| 208 | Torre Finale                                | Pollina                   | Val Demone      | 1618 | E          | 38°01′14″N 14°09′47″E |                                       |
| 209 | Torre Ammazzagatto                          | Pollina                   | Val Demone      | 1709 | E          | 38°01′33″N 14°09′07″E |                                       |
| 210 | Torre Raisigerbi                            | Pollina                   | Val Demone      | 1595 | E          | 38°01′47″N 14°08′50″E |                                       |
| 211 | Torre Conche                                | Pollina                   | Val Demone      | 1618 | E          | 38°01′19″N 14°08′22″E |                                       |
| 212 | Torre Sant'Ambrogio                         | Cefalù                    | Val Demone      | 1709 | R          | 38°01′11″N 14°05′16″E |                                       |
| 213 | Torre Calura                                | Cefalù                    | Val Demone      | 1618 | E          | 38°02′10″N 14°02′22″E |                                       |
| 214 | Torre del Grugno                            | Cefalù                    | Val Demone      | 1596 | I          | 38°02′02″N 14°00′00″E |                                       |
| 215 | Torre Santa Lucia                           | Cefalù                    | Val Demone      | 1578 | E          | 38°02′05″N 13°59′56″E |                                       |
| 216 | Torre Settefrati                            | Cefalù                    | Val Demone      | 1709 | E          | 38°01′43″N 13°58′01″E |                                       |
| 217 | Torre Tonda                                 | Lascari                   | Val Demone      | 1584 | E          | 38°00′54″N 13°56′27″E |                                       |
| 218 | Torre Pastine                               | Lascari                   | Val Demone      | 1985 | E          | 38°00′44″N 13°55′26″E |                                       |